# 私学校
座標: 北緯31度36分0秒 東経130度33分22秒 / 北緯31.60000度 東経130.55611度

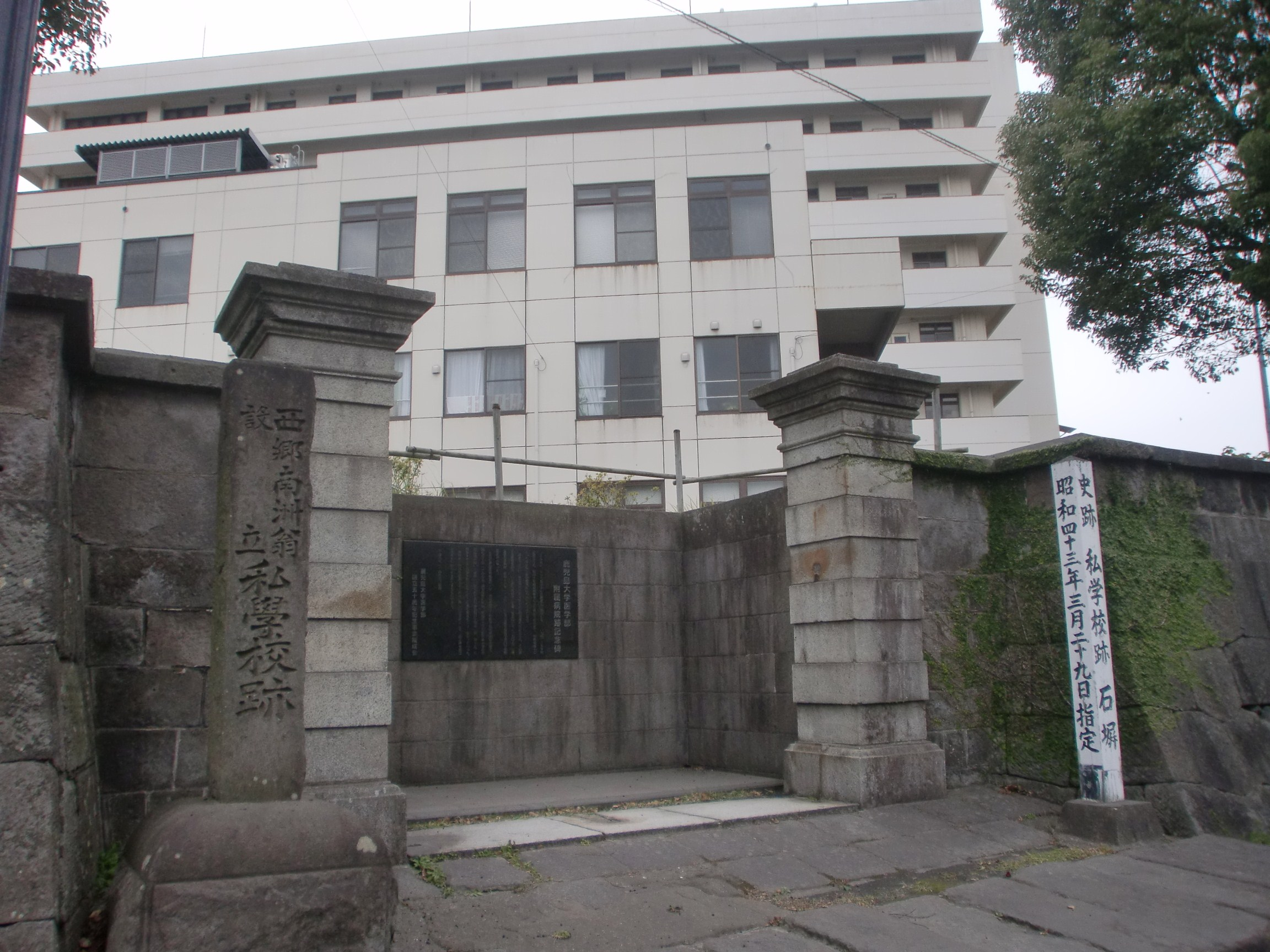
私学校跡地に残る正門

私学校（しがっこう）は、明治初期の鹿児島県に存在した学校の俗称。現在の鹿児島市城山町（鹿児島医療センター敷地）にあった。
当初は西郷隆盛によって不平士族の暴発を抑えるための教育機関として設立されたが、後に生徒が暴発して西南戦争の直接的原因が生まれ、薩軍の軍事拠点となった。

## 概略
明治六年政変によって下野した西郷隆盛は、1874年（明治7年）6月に旧鹿児島城（鶴丸城）内に陸軍士官養成のための「幼年学校」「銃隊学校」「砲隊学校」の三校を設立した。幼年学校は明治維新に功績を挙げたものに与えられた賞典禄によって設立されたことから、「賞典学校」とも呼ばれる。西郷隆盛が二千石、鹿児島県令大山綱良が八百石、桐野利秋が二百石を拠出し、参議大久保利通も千八百石を拠出した。残る二校の費用は「私学校」という名前とは裏腹に県の予算より支出され（大山綱良の項参照）、鹿児島県内各地に分校が設置された。
西郷が自ら筆を取って二箇条の綱領を書いた。
一　道同うし、義協うを以て暗に聚合せり。故に此理を益研究して道義に於ては一身を顧みず、必ず踏行うべきこと。
一　王を尊び民を憐むは学問の本旨、然れば此理を極め、人民の義務に臨みては一向難に当り、一統の義を可相立事　
教務は主に漢文の素読と軍事教練にあった。設立の真の目的は不平士族の暴発を防ぐ事にあったとされる。そのため入学できるのは士族、それも元城下士出身者に限られた。
大山の意向により、鹿児島県下の行政・警察の過半が私学校派で占められるようになった。
1877年（明治10年）1月29日、大久保利通、川路利良らが陰謀を企てたとして激昂した同校生徒が鹿児島の鎮台の弾薬庫襲撃を行い、これがきっかけとなり西南戦争が起こった。同校は同戦争後廃止された。

## 現状

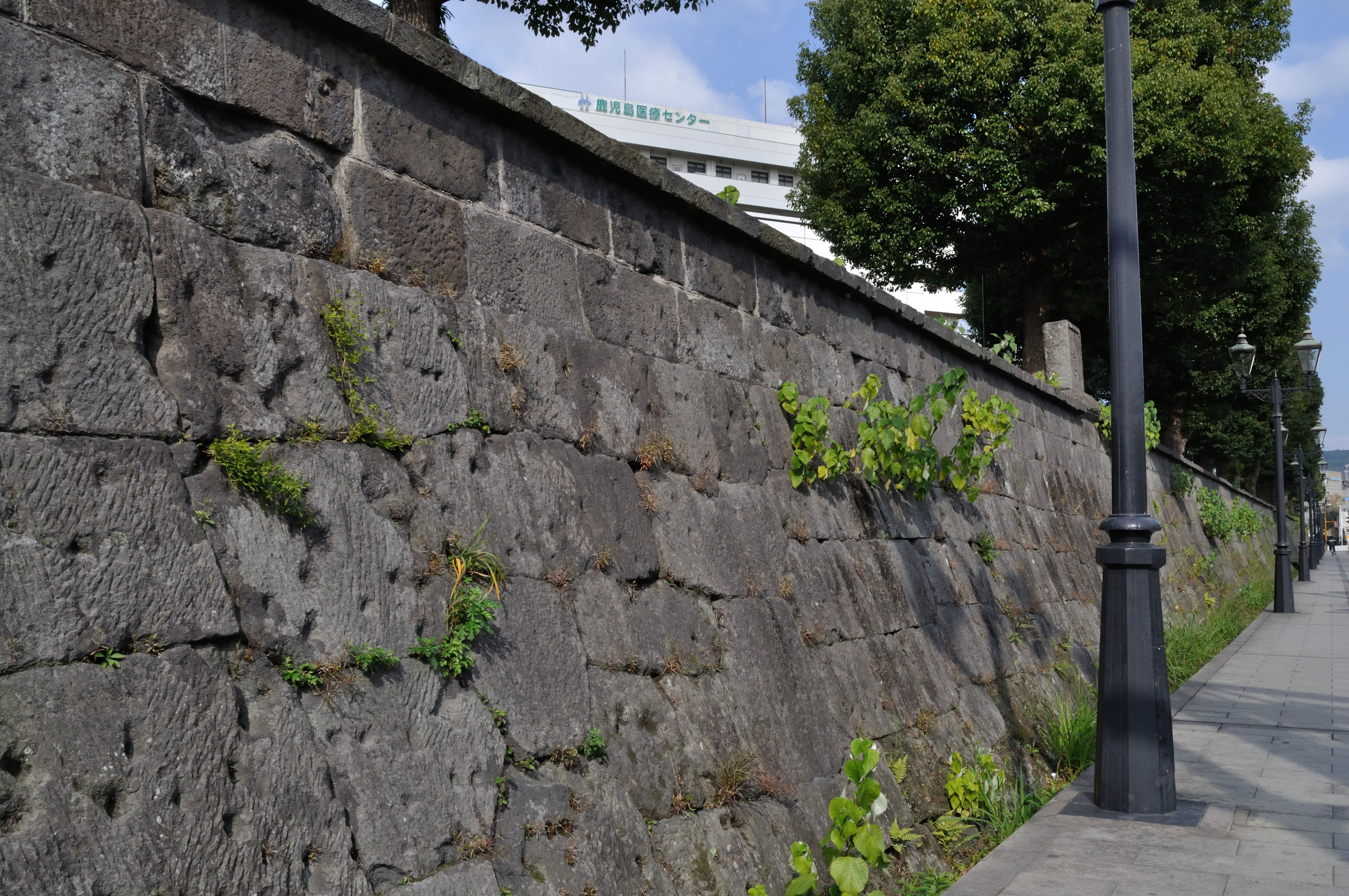
壁には無数の弾痕が残る

現在では門と壁のみが史跡として残されている。周辺に鹿児島城（鶴丸城）跡、城山、薩摩義士碑、鹿児島県歴史資料センター黎明館、鹿児島県合同庁舎跡、鹿児島市立長田中学校などがある。西郷隆盛関連では西郷洞窟、西郷隆盛終焉の地、南洲神社なども近い。
なお、門と壁は1955年（昭和30年）の国道10号線拡張時に13m城山寄りに原形のまま移設したものである。